# Richard Eric Holttum
Richard Eric Holttum, född den 26 juli 1895 i Cambridgeshire, död den 18 september 1990 i London, var en brittisk botaniker och pteridolog.
Holttum blev 1922 biträdande direktör under Isaac Henry Burkill vid Singapores botaniska trädgårdar. 1925 efterträdde han Burkill vid dennes pensionering. Hans främsta kompetensområde var tillväxt och odling av orkidéer.